# Lijst van lokale omroepen in Antwerpen (provincie)
Dit is een lijst van lokale omroepen in de Belgische provincie Antwerpen.
| Gemeente                  | Stichting                                         | Naam                       | Opgeheven               |
| ------------------------- | ------------------------------------------------- | -------------------------- | ----------------------- |
| Hove                      | VZW Radio Flash                                   | Radio Zuidrand             |                         |
| Antwerpen                 | VZW Antwerpse Buurtradio                          | Radio Minerva              | -                       |
| Antwerpen                 | VZW Multipop Antwerpen                            | Radio FG                   | -                       |
| Antwerpen                 | VZW A.O.S.                                        | CROOZE.fm                  | -                       |
| Antwerpen                 | VZW Antigoon                                      | Radio Maria Antwerpen      | -                       |
| Antwerpen                 | BVBA Airtime                                      | Antwerpen FM               | -                       |
| Antwerpen                 | VZW O radio                                       | StoryFM                    | -                       |
| Antwerpen                 | VZW Radio Activity Borsbeek                       | Radio Maria Antwerpen Zuid | -                       |
| Antwerpen                 | VZW A.O.S.                                        | Radio Annick               | 1986                    |
| Antwerpen                 | VZW Radio Centraal                                | Radio Centraal             | -                       |
| Antwerpen                 | VZW Radio Stad                                    | Stad                       | -                       |
| Antwerpen (Zandvliet)     | VZW Antwerpse Havenradio                          | Jam FM                     | -                       |
| Arendonk                  | VZW Antenne Arendonk                              | Eagle                      | -                       |
| Baarle-Hertog             | VZW Bahena                                        | Radio Bahena               |                         |
| Balen                     | VZW Radio Magic                                   | Gompel                     | -                       |
| Balen                     | VZW Spectra                                       | ClubFM Balen-Mol           | -                       |
| Beerse                    | VZW Radio Barse                                   | Zoe                        | -                       |
| Beersel                   | VZW Radio Remember                                | Zoe                        | -                       |
| Boom                      | VZW Rupel Radio                                   | Select                     | -                       |
| Borgerhout                | VZW Radio Damara                                  | Radio Damara               | 1979 tot 1982           |
| Brasschaat                | VZW B.R.O.                                        | B.R.O.                     | 1982 tot 2013           |
| Brasschaat                | VZW Radio Park                                    | RADIO PARK FM              | -                       |
| Brecht                    | VZW Info 2000                                     | Jam FM                     | -                       |
| Duffel                    | VZW Radio Ter Elst                                | Club FM Duffel             | -                       |
| Essen                     | VZW Evro                                          | Feel Good Radio            | -                       |
| Essen                     | VZW V.R.O. Boemerang                              | Boemerang                  | 2012                    |
| Geel                      | VZW Radio 2440                                    | Power                      | -                       |
| Geel                      | VZW Studio Mi-Amigo                               | Geel FM                    | Lokale Radio Geel (LRG) |
| Geel                      | VZW Power                                         | ClubFM Geel                | -                       |
| Heist-op-den-Berg         | VZW Radio Christina                               | Christina                  | -                       |
| Heist-op-den-Berg         | VZW Radio Apollo                                  | Wiekevorst                 | -                       |
| Herentals                 | VZW Lokale Omroep Kempen Media                    | ClubFM Herentals           | -                       |
| Herentals                 | VZW Omroep Thals-FM                               | ThalsFM Neteland           | -                       |
| Herentals                 | VZW ZINFM                                         | ZIN FM                     | -                       |
| Herenthout                | VZW Radio Liefkenshoek                            | Herenthout FM              | -                       |
| Herselt                   | VZW Bergom                                        | Komilfoo 107.8             | -                       |
| Hoogstraten               | VZW Radio Valencia                                | Valencia                   | -                       |
| Hoogstraten               | VZW Bahena                                        | Radio 5FM                  |                         |
| Hoogstraten               | VZW H Radio                                       | Jam FM                     | -                       |
| Hulshout                  | VZW Verenigde Hulshoutse Radioliefhebbers Telstar | RGR 106.5 Hulshout         | -                       |
| Kapellen                  | VZW Radio Totaal                                  | Lokaal FM                  | -                       |
| Kasterlee/Tielen (België) | VZW K.I.O.S.K.                                    | Capitol Gold               | -                       |
| Kasterlee/Lichtaart       | VZW Radio Lichtaart                               | Lichtaart                  | -                       |
| Lier                      | VZW Kiliaan                                       | ClubFM Lier                | -                       |
| Lille                     | VZW V.I.O. Merlijn                                | VIO                        | -                       |
| Mechelen                  | VZW Radio Tele Randstad                           | Randstad                   | -                       |
| Mechelen                  | VZW Radio Reflex Mechelen                         | Reflex                     | -                       |
| Mechelen                  | VZW Radio Omega                                   | Radio Opsinjoor            | -                       |
| Mechelen                  | VZW Carina                                        | Retro                      | -                       |
| Mechelen                  | VZW Centrum Radio Mechelen                        | ClubFM Mechelen            | -                       |
| Mechelen                  | VZW Via Media                                     | Via FM                     | -                       |
| Meerhout                  | BVBA Limago                                       | Meer Goud                  | -                       |
| Mol                       | VZW R.A.D.I.O.-Mol                                | Radio Mol                  | -                       |
| Mol                       | vzw Lokale Radio Gompel                           | Radio Gompel               | -                       |
| Mortsel                   | VZW Radio Flash                                   | Frekwent                   | -                       |
| Nijlen/Berlaar            | VZW Radio Heikant                                 | Christina 2 FM             | -                       |
| Nijlen/Berlaar            | VZW Horizon                                       | Horizon                    | -                       |
| Oud-Turnhout              | GCV Radio OT en Automaten OT / RS Karweiendienst  | O.T.                       | -                       |
| Oud-Turnhout              | VZW Mi Amigo                                      | Noorderkempen              | -                       |
| Puurs/Bornem              | VZW Radio Klein Brabant                           | Klein Brabant              | -                       |
| Poppel                    | VZW Radio Paloma                                  | Radio Paloma               | -                       |
| Retie                     | VZW Radio Sint-Job                                | Sint-Job                   | -                       |
| Schelle                   | VZW Eén Twee                                      | RGR 106.5 Zuid-Antwerpen   | -                       |
| Schoten                   | VZW Radio Park                                    | RADIO PARK FM              | -                       |
| Turnhout                  | VZW Turnhoutse Omroepstichting                    | TOS                        | -                       |
| Turnhout                  | VZW Radio Pink Panther                            | Turnhout                   | -                       |
| Turnhout                  | VZW Turnhoutse Omroepstudio                       | T.O.S.                     | -                       |
| Turnhout                  | VZW Radio Contact                                 | ClubFM Turnhout            | -                       |
| Turnhout                  | VZW Radio Dimension                               | Rootsradio                 | -                       |
| Westerlo                  | VZW V.R.H.                                        | W.F.M.                     | -                       |
| Willebroek                | VZW Radio Sint-Jan                                | R.S.J.                     |                         |
| Wuustwezel                | VZW Saffier                                       | TopRadio                   | -                       |
| Zoersel                   | VZW Omega                                         | Zoe                        | -                       |